# Belgische Improvisatie Liga
De Belgische Improvisatie Liga of BIL is een gezelschap dat improvisatietheater speelt in wedstrijdvorm.
De Nederlandstalige afdeling van de BIL werd opgericht in 1989 en was het eerste improvisatiegezelschap van Vlaanderen. Ze spelen de Canadese impro-vorm match d'impro die qua vorm gebaseerd is op ijshockey, met een ring (of patinoire), genummerde shirts voor de spelers, gestreepte shirts voor de drie scheidsrechters, en drie speelperiodes.
De BIL lag aan de basis van het televisieprogramma Onvoorziene Omstandigheden (1994-1995) van Mark Uytterhoeven, waarin allerlei improspelletjes werden gespeeld.
Sinds 2000 beschikt de BIL ook over een BIL-academie, waarin nieuwe spelers worden opgeleid tot wedstrijdniveau.

## Historiek
Initieel bestond enkel een Franstalige afdeling, de Ligue d'improvisation belge Professionnelle (LIB), opgericht in 1984 na een Belgische tournee van de Ligue nationale d'improvisation du Québec. De LIB werd opgericht door Michel Scourneau, Alain Stevens, Jonathan Fox, Robert Gravel en Yvon Leduc. Hun eerste evenement ging door op 10 december 1984 in de Hallen van Schaarbeek waar de vereniging twee jaar actief bleef. Nadien volgden meerdere locaties. Sinds 2020 treedt de LIB op in het Koninklijk Circus.
In 1989 stichtten Frank Anthierens, Ghislain Belmans, Paul De Groeve, Carl Gydé, Pierre-André Itin en Dominique Van Steerthem de Belgische Improvisatie Liga, Vlaamse Gemeenschap.
De geschiedenis van het improvisatietheater in Vlaanderen is nog jong. Sinds de oprichting in 1989 is het Nederlandstalige improvisatietheater alsmaar gegroeid. De BIL is actief op verschillende terreinen.
Bekende tv-figuren zoals Johan Terryn, Tom Lenaerts, Michiel Devlieger en Rob Vanoudenhoven waren actief in de Belgische Improvisatie Liga. Rob Vanoudenhoven is peter van de BIL. Hij wordt in zijn peterschap bijgestaan door de meter Sabine De Vos.
De acteurs van ‘Onvoorziene Omstandigheden’ (VRT) speelden nog een tijd onder de naam ‘Ivoor’. Maar ook de stichters van het Leuvense Inspinazie, de Mechelse groep ‘De Kevins’, … en andere(n) kregen de moedermelk bij de Belgische Improvisatie Liga.
Voortrekkers van het Impro-theater waren "De Nieuwe Belchen met -CH", die zowel Theatersport en Gorilla-theater introduceerden, alsook de "Long-Form" - een geïmproviseerd stuk van ca. 30 minuten, vertrekkende van een suggestie vanuit het publiek.
Meer dan 10 jaar worden er al workshops gegeven en sinds 2000 heeft de BIL ook haar eigen opleidingsreeks. Dit is een jaarreeks onder de noemer ‘BIL-Academie’. Sinds enkele jaren heet dit de 'ImproAcademy', een 3-jarige opleiding die jou tot improvisatiespeler vormt. Het wordt georganiseerd in Gent, Brussel en Antwerpen.

## Het spel
Alle acteurs dragen ijshockeyshirts, het podium is een heuse ijshockeyring, de “patinoire” en alles wordt door een scheidsrechtersteam in goede banen gehouden. Zij geven de twee teams improvisatieopdrachten en zien toe op het goede verloop van de match.
De acteurs bepalen samen – na slechts 20 seconden bedenktijd - het verloop van een scène door goed naar elkaar te kijken en te luisteren en door op elkaar te reageren. Zo wordt het spel verrassend en afwisselend, zowel voor de spelers als het publiek.
Net zoals in het voetbal wordt er 2x45 minuten gespeeld met een pauze tussen beide speelhelften in.

## Bekende (ex-)BIL spelers
- Michiel Devlieger
- Tom Lenaerts
- Johan Terryn
- Rob Vanoudenhoven
- Jeron Amin Dewulf
- Karel Deruwe
- Helga Van der Heyden
- Kobe Van Herwegen
- Tom Waes
- Bill Barberis
- Dempsey Hendrickx
- Anne Van Opstal
- Ilse La Monaca
- Daphne Agten